# Norbello
Norbello är en ort och kommun i provinsen Oristano i regionen Sardinien i Italien. Kommunen hade 1 307 invånare (2017).